# Mohammed VI (701)
Mohammed VI (701) es una fragata polivalente FREMM de la Marina Real de Marruecos.

## Desarrollo y diseño
Se propusieron tres variantes originales del FREMM; una variante antisubmarina (ASW), una variante de propósito general (GP) y una variante de ataque terrestre (AVT) para reemplazar las clases existentes de fragatas dentro de las armadas francesa e italiana. Se iba a construir un total de 27 FREMM, 17 para Francia y 10 para Italia, con objetivos adicionales para buscar exportaciones, sin embargo, los recortes presupuestarios y los requisitos cambiantes han hecho que este número disminuya significativamente para Francia, mientras que el pedido para Italia se mantuvo sin cambios. Posteriormente, se canceló la variante de ataque terrestre (AVT).
El 24 de octubre de 2007 se anunció que la Marina Real de Marruecos había ordenado un FREMM para reemplazar su corbeta de la clase Descubierta Teniente Coronel Errahmani. El contrato se firmó el 18 de abril de 2008 y la construcción del FREMM marroquí comenzó en el verano de 2008 con entrega prevista para 2012 o 2013. El barco marroquí es similar a la versión antisubmarina francesa, sin tubos SYLVER A70. para SCALP Naval, y costó 470 millones de euros.
El motivo de que la fragata sea de la versión antisubmarina es que está pensada para hacer frente a los submarinos argelinos de la clase Kilo.

## Construcción y carrera
Mohammed VI es la fragata más grande y poderosa de África (junto con la fragata egipcia Tahya Misr, de la misma clase). El Mohammed VI se botó el 14 de septiembre de 2011 y se entregó el 30 de enero de 2014. El barco se puso en servicio el 30 de enero de 2014. Su puerto base es Alcazarseguir.

## Galería

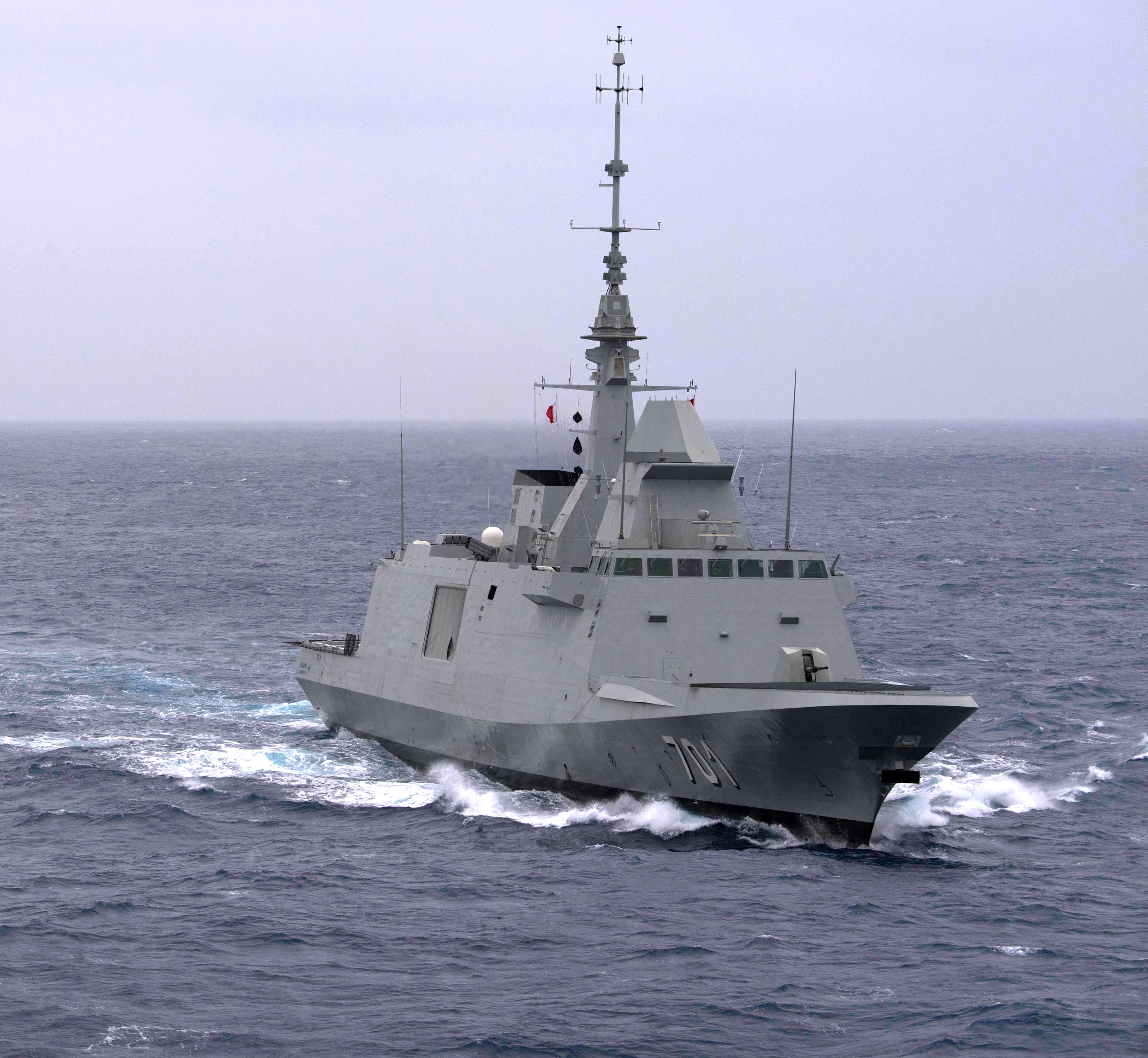
Vista frontal de Mohammed VI en abril de 2018
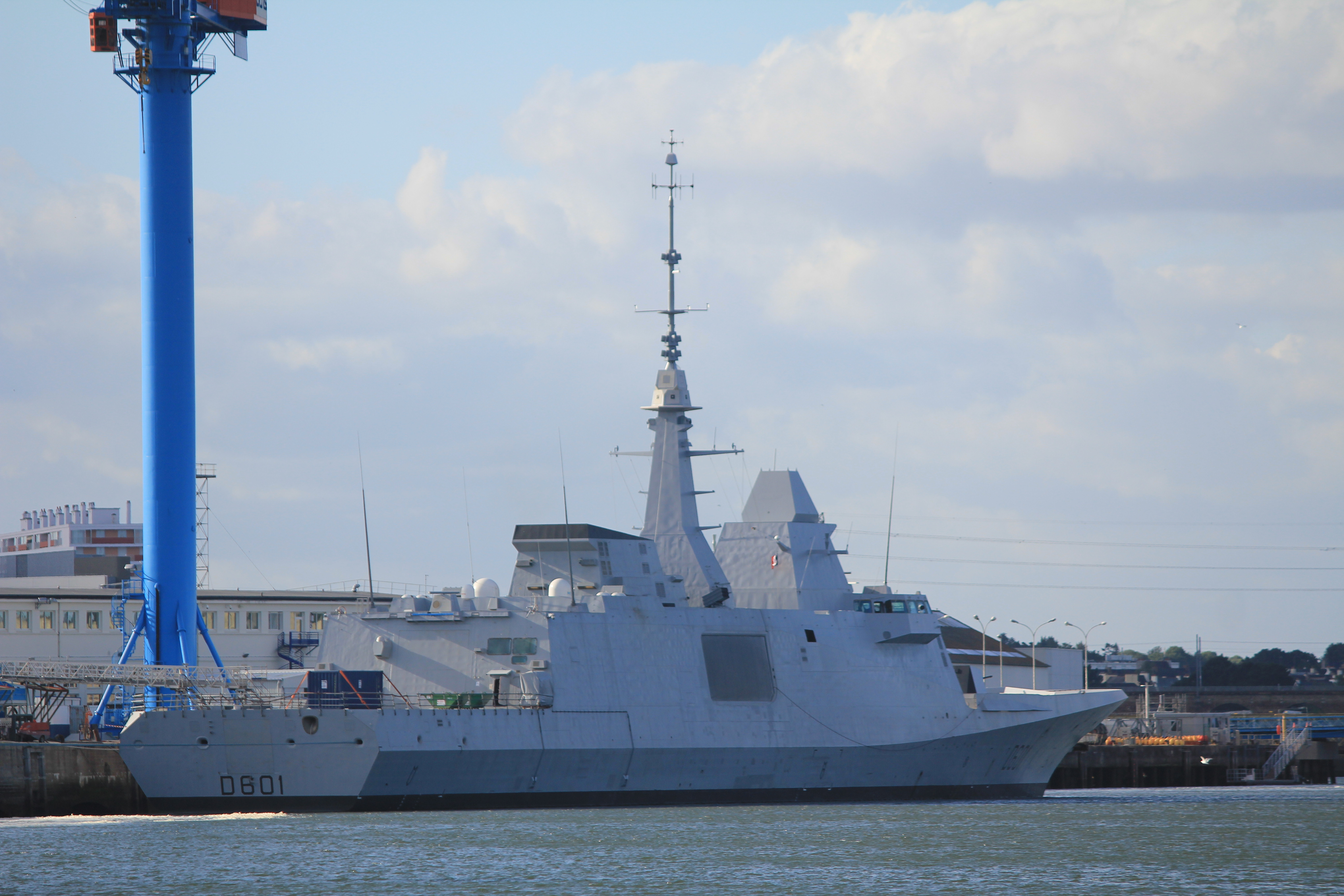
Mohammed VI en Lorient el 24 de mayo de 2013